# خانه خدیوی (زنجان)
خانه خدیوی مربوط به دوره پهلوی است و در زنجان، محله دالان آلتی ـ ضلع جنوبی خیابان هفت تیر واقع شده و این اثر در تاریخ ۲۸ دی ۱۳۷۹ با شمارهٔ ثبت ۲۹۶۸ به‌عنوان یکی از آثار ملی ایران به ثبت رسیده است.
این خانه در حال حاضر دارای مالک خصوصی بوده، متروکه است و قابل بازدید نمی‌باشد.
این خانه در مجاورت خانه ذوالفقاری و اجرای طرح سبزه میدان قرار دارد و در سال ۱۴۰۱ دو بار دچار حریق شد و آسیب زیادی به آن وارد گردید.

## منابع

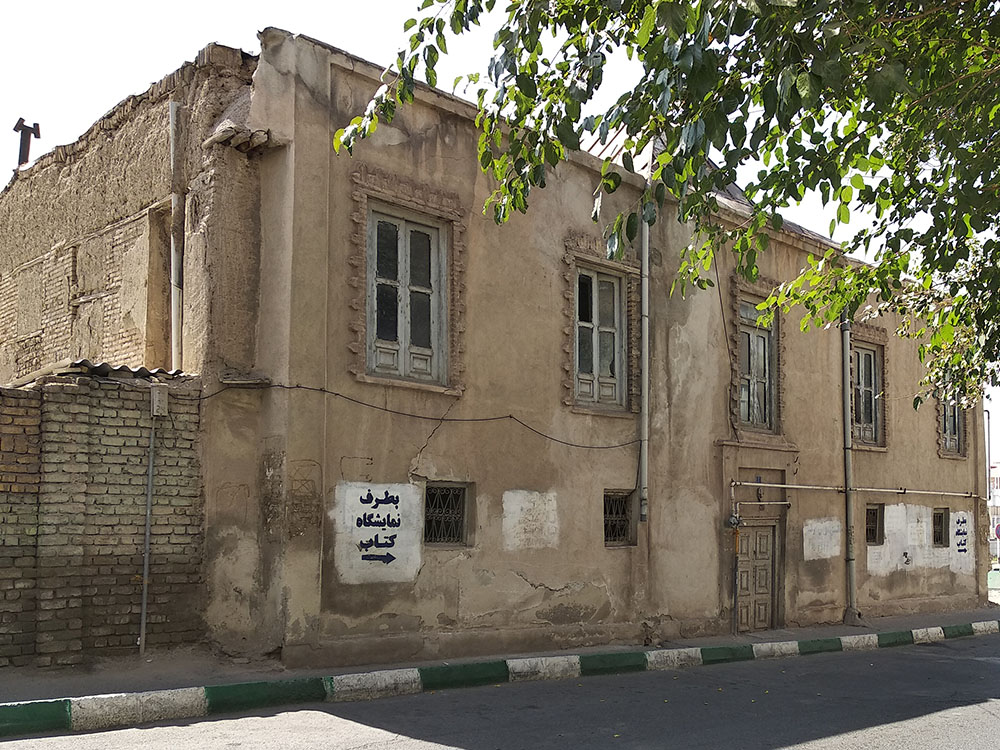
خانه خدیوی، واقع در محله دالان آلتی سابق، خیابان هفت تیر فعلی، زنجان
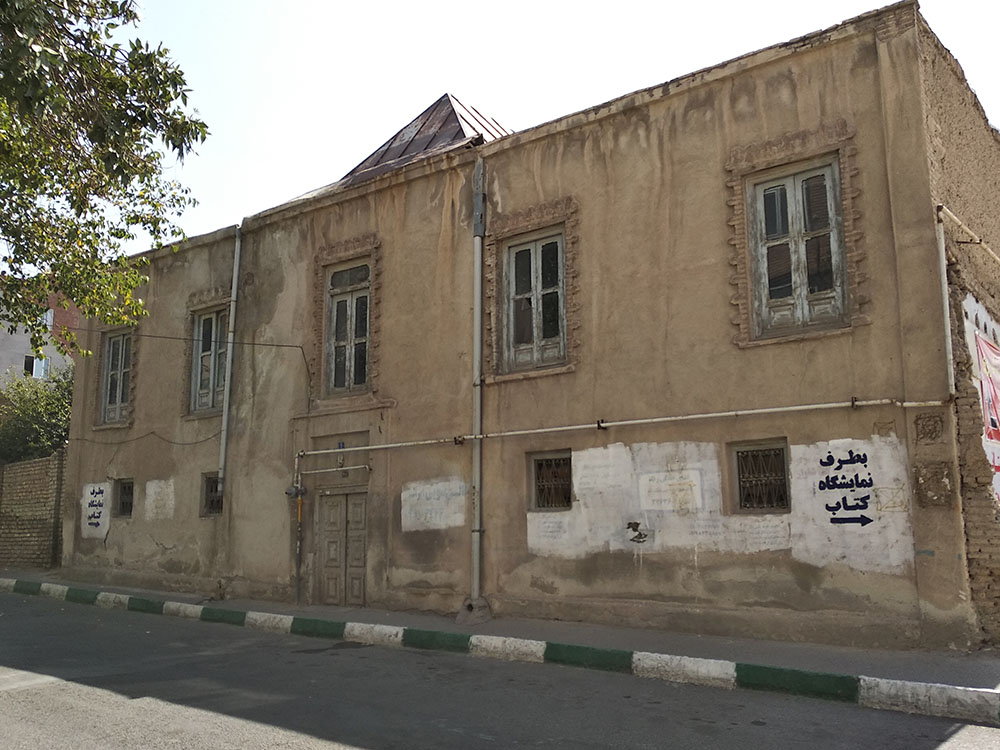
خانه خدیوی، واقع در محله دالان آلتی سابق، خیابان هفت تیر فعلی، زنجان
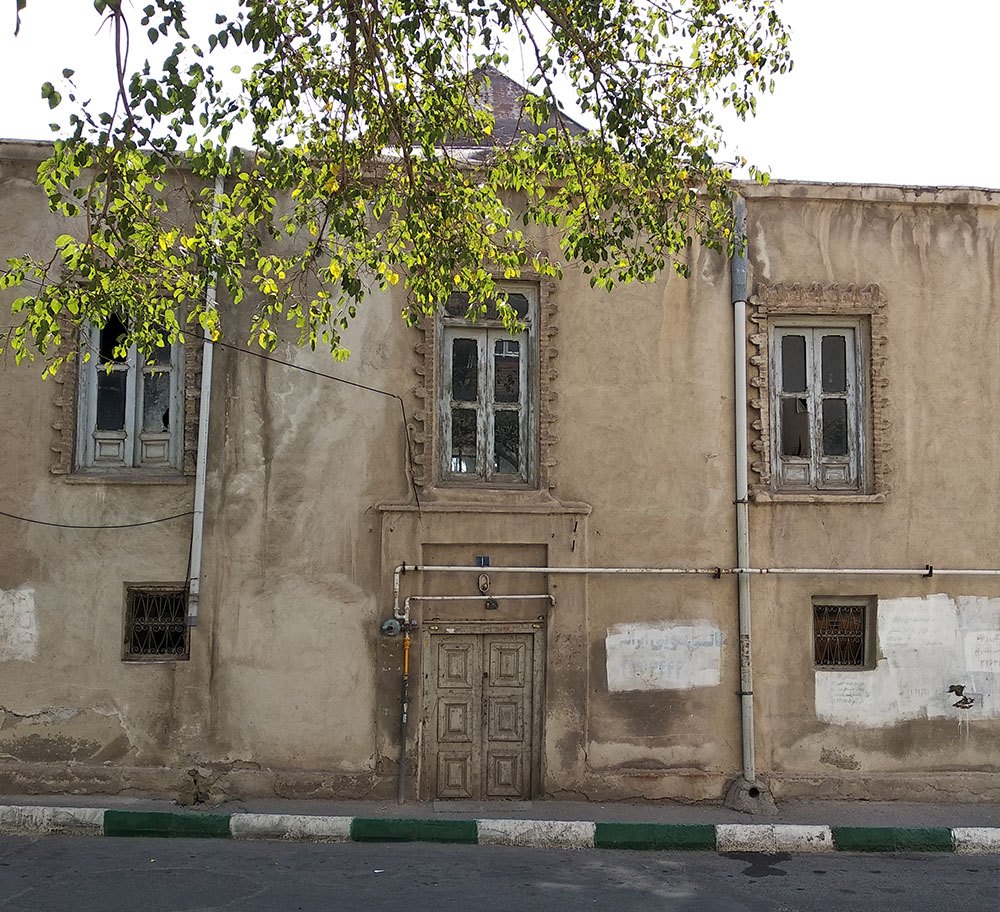
خانه خدیوی، واقع در محله دالان آلتی سابق، خیابان هفت تیر فعلی، زنجان